# Centro de Interpretación de la Batalla y el Patrimonio Cultural de Rande
El Centro de Interpretación de la Batalla de Rande y Patrimonio Cultural, también conocido como Meirande, es un museo de la Batalla de Rande y del patrimonio industrial, situado en la localidad de Rande en la parroquia de Redondela de Cedeira, en el estrecho de Rande.

## Descripción
Está ubicado en la antigua Fábrica do Alemán, una construcción de principios del siglo XX dedicada a la salazón y posterior conservera. Durante la Segunda Guerra Mundial fue un centro logístico para el suministro de tungsteno a través de submarinos y barcos nazis liderados por Otto Gerdtzen Boyé .La restauración de la fachada de la fábrica y la construcción del museo fueron realizadas por el arquitecto Carlos Falagán Mota, en terrenos propiedad de la Autoridad Portuaria de Vigo.
Fue financiado por el Fondo Europeo de Desarrollo Regional. 
|  |
|  |

|  |
|  |

|  |
|  |